# Scytalopus atratus
El churrín coroniblanco (Scytalopus atratus), también denominado churrín de corona blanca, tapaculo de corona blanca (en Perú), tapaculo cabeziblanco (en Colombia) o pájaro ratón de corona blanca (en Venezuela), es una especie de ave paseriforme perteneciente al numeroso género Scytalopus de la familia Rhinocryptidae. Es nativa de los Andes del noroeste y oeste de América del Sur.

## Distribución y hábitat
La subespecie nigricans se distribuye en el oeste de Venezuela en la Serranía del Perijá, y en la pendiente sur de los Andes en Táchira y Mérida; la subespecie confusus en los Andes centrales y en la pendiente oriental de los Andes occidentales en Colombia; y la subespecie nominal en los Andes orientales de Colombia y este de Ecuador, y en los Andes centrales de Perú (sur de Amazonas al sur hasta Cuzco), Cordillera Azul y Cordillera de Sira.
Es localmente bastante común en el sotobosque y en los bordes de bosques montanos, principalmente entre los 850 y los 1700 m s. n. m. de altitud.

## Taxonomía
Ya fue considerada una subespecie de Scytalopus femoralis, pero difieren en la vocalización.